# Acinia corniculata
Acinia corniculata es una especie de insecto del género Acinia de la familia Tephritidae del orden Diptera.

## Historia
Zetterstedt la describió científicamente por primera vez en el año 1819.